# Mahmut Bajraktarević
Mahmut Bajraktarević (Sarajevo, 1909 — Bugojno, 1985) é um matemático e professor bósnio. Formado em 1933 na Universidade de Belgrado, lecionou na Universidade de Sarajevo, após ter sua tese sobre doutorado, Sur certaines suites itérées, defendida em Sorbonne.